# Kenneth Ramaekers
Kenneth Ramaekers (Bree, 1975) is van opleiding een Belgische (mode)fotograaf en van 2008 tot 2016 directeur-coördinator van het Modemuseum Hasselt in Hasselt.

## Biografie
Ramaekers volgde middelbaar onderwijs aan het Sint-Jozefinstituut te Bokrijk-Genk. Daarna studeerde hij af als meester in de fotografie aan de Media & Design Academie (KHLim) in Genk in 2000. Na enkele jaren werkzaam geweest te zijn als (mode)fotograaf en in het kunstonderwijs, werd hij in 2008 aangesteld als directeur-coördinator van het Modemuseum. Hij was onder andere samensteller van ‘Ten Dans Gevraagd’ (2008) en curator van tentoonstellingsprojecten als ‘In Her Shoes’ (2009), ‘Devout/Divine – Fashion vs. Religion’ (2010) en ‘The Future That Never Was’ (2011). Hij was ook degene die Hannelore Knuts en Axelle Red vroeg om een tentoonstelling samen te stellen rond hun carrière, inspiraties en ontmoetingen wat resulteerde in de exposities 'UltraMegaLore' (2010) en 'Axelle Red - Fashion Victim' (2013) die internationaal veel weerklank kregen. In 2014 kreeg de tentoonstelling 'In Her Shoes' (2009) een vervolg in de Kunsthal Rotterdam onder de naam 'S.H.O.E.S.' in het kader van het eerste MaakMee-project. Ramaekers was curator van deze expositie die 113.000 bezoekers trok. In 2015 wist hij Sir Paul Smith te contracteren voor een expositie in het Modemuseum Hasselt. De tentoonstelling trok een recordaantal bezoekers (41.449).

Ramaekers was ook de bedenker en initiatiefnemer van de Mode-Incubator MIA-H van LRM die in het najaar van 2017 in Hasselt open ging aan de kanaalkom en nu ondergebracht is bij Hogeschool PXL.
Medio oktober 2016 diende Ramaekers zijn ontslag in als directeur van het Hasselts Modemuseum. Eind oktober 2016 stelde de Hogeschool PXL hem aan als directeur Communicatie en Bestuurszaken. Van januari 2018 tot juni 2019 werkt Ramaekers aan het prestigieuze project 'De Wereld van Bruegel' in het Domein Bokrijk in het kader van het Bruegeljaar 2019. Nadien was hij werkzaam als Marketing manager bij Bioracer in Tessenderlo, een van de grootste producenten ter wereld van wielerkleding, en in diezelfde functie bij Group Jansen in Zonhoven. Sinds 2023 is hij 'Verantwoordelijke spreiding en externe relaties' bij theatergezelschap Het Nieuwstedelijk. In 2014 stond Ramaekers op nummer 54 in de lijst van de 100 Machtigste Limburgers van Het Belang van Limburg.